# 荻生待也
荻生 待也（おきう まちや、1933年7月 - ）は、東京都生まれの著述家。

## 略歴
東京市向島区（現東京都墨田区）出身。東京都立北園高等学校卒業。十数種の職業遍歴ののち、1963年に広告会社に勤務、制作室でコピーを書く。1965年に独立してフリーとなる。30年間にわたり多彩な業種のコピーを書き続け、還暦を迎えると同時に広告業界から引退した。現在は、事典作家として執筆活動を行う。趣味は愛酒と図書館通い。

## 著編書

### 単行本
（内山幸雄著）
- 『商品広告発想法』（ダイヤモンド社、1976年）

### 事典
（以下、荻生待也編著）
- 『日本の酒文化総合辞典』（柏書房、2005年11月）
- 『辞世千人一首』（柏書房、2005年7月）
- 『図説ことばあそび遊辞苑』（遊子館、2007年10月）
- 『文彩百遊』（遊子館、2008年1月）
- 『日本人名関連用語大辞典』（遊子館、2008年6月）